# 燦
『燦』（さん）は、あさのあつこによる日本の時代小説のシリーズ。文春文庫より書き下ろしで刊行される。

## 既刊一覧
あさのあつこ 『燦』 文藝春秋〈文春文庫〉 既刊8巻
1. 風の刃（2011年04月10日発売、ISBN 978-4-16-772205-0）
2. 光の刃（2011年12月10日発売、ISBN 978-4-16-772206-7）
3. 土の刃（2012年07月10日発売、ISBN 978-4-16-772208-1）
4. 炎の刃（2013年06月10日発売、ISBN 978-4-16-772211-1）
5. 氷の刃（2014年07月10日発売、ISBN 978-4-16-790119-6）
6. 花の刃（2015年05月10日発売、ISBN 978-4-16-790363-3）
7. 天の刃（2016年05月10日発売、ISBN 978-4-16-790610-8）
8. 鷹の刃（2016年08月04日発売、ISBN 978-4-16-790679-5）

## あらすじ
風のように走り、鷹を自在に操る、尋常でない力を持つ〈神波の一族〉の生き残りの少年・燦、城主の二男に仕える剣の使い手・伊月。
燦が刺客として城主を襲ったことから、2人の運命が交わり始める。

## 用語
田鶴藩（たづるはん）
江戸から陸路で約180里離れた藩。三方を深い山々に囲まれている。
神波の一族（かんばのいちぞく）
古くから田鶴の山々に住み、山中の金鉱を元手に細々と暮らしてきた一族。男も女も皆、剣技闘技に優れ、時折、心を読める者や燦のように動物を自在に操る者など尋常でない力を備えた者が生まれる。田鶴藩とは対等な関係を主張し、表には決して出てこず、有事の際には田鶴藩のために働く代わりに、山を侵さないという約定があったが、財政難に陥った藩に金の拠出を求められ、拒否したところ、一族討伐の命が下され、兎十と里の吉倉家にいた燦を除く皆が殺された。

## 登場人物

### 田鶴藩
吉倉伊月（よしくら いつき）
田鶴藩筆頭家老の嫡男。田鶴藩主二男・圭寿の近習（側仕え）。剣技に優れる。
圭寿（よしひさ）
田鶴藩主の二男。気まぐれで悪戯好き。元服前は伊月と共に悪戯に勤しんだ。読み本が大好きで、いずれは自分が手習い塾を、伊月が道場を開き、身分に関係なく子供たちに読み書きと剣を教えるという夢を持っていたが、父の隠居、及び兄の急逝に伴い世継ぎとなる。
吉倉伊左衛門（よしくら いざえもん）
伊月の父。田鶴藩筆頭家老。藩主常寿とはいとこ同士。
八重（やえ）
伊月の母。伊左衛門の後妻であり、伊月とは血が繋がっていないが、明朗で聞き上手な性格を慕われている。郷士の娘で、吉倉家の正妻として嫁ぐ身分ではなかったが、鷹狩りに随行した折に伊左衛門に見初められ娶られた。出自の低さを嘲弄されてきた。
常寿（つねひさ）
鷹狩を好んだ田鶴藩主。鷹狩の最中に燦に襲われ落馬し、歩行困難な大怪我を負う。
美加子（みかこ）
故人。神波の一族の長・兎十の娘であったが、互いに惹かれあった伊左衛門に嫁ぎ、伊月と燦を産んだ。藩による神波討伐に心を痛め自害した。

### 神波の一族
燦（さん）
神波の一族の生き残り。16歳。伊月の双子の弟。鳥類を自在に操る。幼い頃から毒に慣れる訓練を受けてきたため、一般的な毒の量では効きにくい体質になった。
兎十（とじゅう）
燦の祖父。神波の一族の再興を願っている。城主の怪我の具合を詳しく知る術を持っている。
與次（よじ）
13歳。10年前に兎十に拾われてきた。太陽光にかぶれる質で、昼間は出歩かないため、肌は色白。
篠音（しのね）
神波の一族。燦より2歳年上。8歳の時に飢え死にしかけていたところを兎十に拾われた。